# 孫聖蘭
孫聖蘭（？—17世紀），字子操，浙江嘉興府嘉善縣人，明朝、南明政治人物。

## 生平
孫聖蘭在崇禎十二年（1639年）中舉人，十六年（1643年）成進士，弘光年間擔任禮部祠祭主事，很快退隱不再出仕。他和朋友飲酒結社，閉門十年，寫下《曉傳堂集》、《兼山草堂集》和《長溪詩語》等作品。

## 引用
1. 1 2  錢海岳《南明史·卷三十一·列傳第七》：（弘光）時禮部司官：……孫聖蘭，字子操，嘉善人。崇禎十六年進士。祠祭主事。工文章。
2. ↑  嘉慶《嘉善縣志·卷十二·科貢》：（崇禎）十二年己卯（舉人）……孫聖蘭
3. ↑  嘉慶《嘉善縣志·卷十五·人物志三》：孫聖蘭，字子操，崇禎癸未進士，遭亂不仕，隱居三十年，有《曉傳堂集》。聖蘭恬澹無仕進意，偕故友結花社，飲不豪微醺即止；閤戶著有《兼山草堂集》、《長溪詩語》。